# Francesco Tortarolo
Francesco Tortarolo (né le 28 septembre 1916 à Ovada au Piémont et mort le 14 août 2004 dans la même ville) est un joueur (qui jouait au poste de milieu de terrain) et entraîneur de football italien.

## Biographie

### Joueur
Formé par Sampierdarenese (englobé en 1937 à l'Associazione Calcio Liguria), il fait ses débuts en Serie A avec l'équipe génoise et y joue durant sept saisons (six en Serie A et une en Serie B) avant l'interruption de la compétition (Seconde Guerre mondiale). Il joue ensuite pour la Juventus lors du Campionato Alta Italia 1945-1946 (avec qui il dispute sa première rencontre lors d'un derby della Mole le 14 octobre 1945, avec à la clé un succès 2-1 sur le Torino), puis à l'Alessandria (entre 1946 et 1948) et enfin au Genoa, de 1948 à 1951.
Il termine sa carrière en Serie C et en IV Serie, avec le Spezia Calcio. Au total, il a joué 259 matchs et inscrit cinq buts en Serie A, et joué 26 matchs en Serie B.

### Entraîneur
Après la fin de sa carrière de joueur, il devient le préparateur physique du Calcio Côme, qu'il entraîne par la suite au cours de la saison 1961-62, avec le directeur sportif Giulio Cappelli.

## Palmarès
Juventus
- Championnat d'Italie :
  - Vice-champion : 1945-46.